# Charles Scerri (1950)
Charles Scerri (25 marzo 1950) è un ex calciatore maltese, di ruolo difensore.

## Carriera

### Nazionale
Ha collezionato sette presenze con la propria Nazionale.